# Amara Sy
Pour les articles homonymes, voir Sy.
Amara Sy, né le 28 août 1981 à Paris, est un joueur et dirigeant franco-malien de basket-ball. Pendant sa carrière de joueur, il évolue au poste d'ailier fort.

## Biographie
D'abord joueur de football, ses amis de Cergy le convainquent de se lancer dans le basket-ball avec eux.
Il fait ses débuts à l'Entente Cergy-Osny-Pontoise BB puis intègre le Rueil AC (Hauts-de-Seine) et enfin l'ASVEL Lyon-Villeurbanne (Rhône), où il devient champion de France espoirs en 2000 puis champion de France de Pro A en 2002. Mais en délicatesse avec ses dirigeants, il est transféré au Mans où il devient un joueur majeur.
Après trois saisons dans la Sarthe, il retourne à l'ASVEL.
En 2004, il est élu MVP du All-Star Game puis en 2011 et en 2017.
En 2009, le Jam de Bakersfield sélectionne Amara Sy en quatrième position de la draft de la NBA D-League.
Ayant choisi la sélection malienne, il ne peut prétendre à rejoindre l'équipe de France. Il participe alors aux championnats d'Afrique 2001, 2005 et 2009 avec la sélection malienne.
En juillet 2015 il quitte L’ASVEL et s'engage alors avec l'AS Monaco Basket. Il remporte trois Leaders Cup d'affilée avec le club monégasque en 2016, 2017 et 2018.
Le 17 septembre 2017, Amara Sy annonce qu'il devient président de l’Entente Cergy Osny Pontoise BB, le club de ses débuts qui évolue en NM2.
En mars 2018, il succède à Johan Passave-Ducteil à la présidence du syndicat national des basketteurs.
Blessé au poignet et au genou, Sy joue 4 matches lors de la saison régulière 2018-2019 et 10 en playoffs. À la fin de la saison, Sy et l'AS Monaco rompent le contrat qui les lie. Quelques jours plus tard, il annonce son arrivée au Paris Basketball en Pro B pour un dernier challenge dans sa ville de naissance où il avait toujours voulu évoluer. Il s'inscrit alors dans le projet du club d'atteindre la Jeep Élite à court terme.
Amara Sy prend sa retraite sportive en mai 2022 et devient directeur sportif du Paris Basketball. En décembre 2022, son maillot est retiré par l'ASVEL.
Amaray Sy rejoue des matches professionnels en 2023 avec l'Entente Cergy-Osny-Pontoise, en troisième division (NM1) pour aider le club dont il est président à se maintenir en NM1.

## Parcours professionnel
- 1999-2002 :  ASVEL Lyon-Villeurbanne (Pro A)
- 2002-2005 :  Le Mans SB (Pro A)
- 2005-2007 :  ASVEL Lyon-Villeurbanne (Pro A)
- 2007-2008 :  AEK Athènes (Esake A1)
- 2008-2009 :  ASVEL Lyon-Villeurbanne (Pro A)
- 2009 :  Jam de Bakersfield (NBA D-League)
- 2010 :  CB Murcie (Liga ACB)
- 2010-2012 :  Orléans LB (Pro A)[8]
- 2012-2015 :  ASVEL Lyon-Villeurbanne (Pro A)
- 2015-2019 :  AS Monaco (Pro A)
- 2019-2022 :  Paris Basketball (Pro B)

## Palmarès

### En club
- Leaders Cup en 2016, 2017 et 2018 (Monaco)
- Vainqueur du Quai 54 avec Proleps 2005 puis la Fusion en 2008, 2009, 2010, 2012.
- Titre de Champion du monde de 1 contre 1 en 2004.
- Champion de France en 2002 et 2009 (ASVEL)
- Coupe de France en 2001 et 2004
- Champion de France FIBA 3×3 2017

### Distinctions personnelles
- MVP du All-Star Game 2004, 2011 et 2017
- MVP finales du championnat de France 2009 (10 points, 8 rebonds, 4 contres, 3 passes, 18 d’évaluation )
- Participation au All-Star Game LNB : 2004, 2005, 2008, 2011, 2012, 2013 et 2017.